# Acanthodactylus schmidti
Acanthodactylus schmidti (лат.) — вид настоящих ящериц из рода гребнепалых ящериц. Назван в честь американского герпетолога К. П. Шмидта. В разных частях ареала длина тела отличается. Наиболее крупные особи достигают около 10 см, не считая хвоста. Туловище покрыто мелкими килеватыми чешуями. От близких видов отличается размерами чешуй в задней его части: чешуи по бокам в два раза больше чешуй в центре. Окраска светло- или красновато-коричневая с сетчатым рисунком. Молодые особи с зеленовато-голубым хвостом. Распространён на Аравийском полуострове, в Иордании, Ираке и Иране, обитая на развеваемых ветром песках с небольшим количеством кустарниковой растительности. Питается насекомыми и другими членистоногими. Активен днём. Половой зрелости достигает в 12—15 месяцев. Самки предположительно могут делать не менее трёх кладок в год по 1—4 яиц в каждой. Считается обычным видом, относящимся к категории «вызывающих наименьшие опасения» по шкале МСОП.

## Внешний вид
Размеры в пределах ареала очень изменчивы: длина тела без хвоста в Бахрейне достигает 4,7—6,2 см, в Хузестане — до 8,5 см, в пустыне Руб-эль-Хали — до 8 см. Наиболее крупные экземпляры, достигающие длины 10,3 и 10,5 см, были найдены в пустыне Большой Нефуд и в Хафаре. Морда заострённая. Ноздри открываются сбоку. Область над глазом приподнята, покрыта четырьмя или пятью надглазничными щитками, отделённых от 5—8 верхнересничных щитков рядом мелких зёрнышек. Первые три надглазничных щитка увеличены. Спереди от подглазничного щитка имеется пять, иногда шесть, верхнегубных. Сам подглазничный щиток отделён от края рта четвёртым, пятым и шестым верхнегубными и несёт рёбрышко. Теменные щитки килеватые, особенно два верхнетеменных, при этом передний верхнетеменной щиток больше заднего. Слуховое отверстие при взгляде сверху хорошо заметно, спереди прикрыто 3—5 чешуйками. Нижнечелюстных щитов три пары, щитки первых трёх пар касаются друг друга по центру. Горловые чешуи, чешуи на шее, спине и боках тела черепицеобразно налегают друг на друга. Вокруг середины тела 32—54 туловищных чешуйки. По бокам задней части туловища чешуи в два раза крупнее находящихся у хребта и на боках, что позволяет отличить его от гребнепалых ящериц близких видов. Поперёк середины брюха 13—18 чешуй, при этом чешуи по бокам брюха заострённые. На нижней стороне бёдер по 17—23 бедренных пор, идущих непрерывным рядом или прерывающимся в центре одной чешуйкой. Хвост примерно в два раза длиннее тела, сверху покрыт крупными килеватыми чешуйками. Пальцы на передних лапах покрыты четырьмя рядами чешуй. Задние ноги относительно длинные. На третьем и четвёртом пальцах задних лап хорошо развиты гребни, гребень на четвёртом пальце состоит из 21—25 пластинок.
Верх тела, хвоста и ног светло-коричневый или красновато-коричневый с мелкими светлыми крапинами, на боках несколько увеличивающихся. Рисунок сетчатый. Молодые ящерицы имеют сходную окраску, но отличаются зеленовато-голубыми хвостами.

## Ареал и экология
Распространён на Аравийском полуострове, доходя на север до южной и восточной Иордании, юго-восточного Ирака и юго-западного Ирана (Хузестан и Фарс). Населяет открытые развеваемые пески с малым количеством растительности, где прячется в кустарниках или норах под их основаниями. Зимой ящерицы занимают участки меньшей площади, чем весной, при этом индивидуальные участки самцов больше, чем у самок. Активен днём. Питается насекомыми и другими членистоногими.

## Размножение
Яйцекладущий вид. По данным исследования ящериц из центральной части Саудовской Аравии, спаривание происходит с января—февраля до начала мая, при этом большая часть ящериц спариваются в марте и апреле. Недавно вышедшие из яиц особи наблюдались в феврале, марте и июня, в связи с чем предполагается, что A. schmidti могут делать не менее трёх кладок в год. В кладке может быть 1—4 яиц (чаще 3 или 4). Половой зрелости достигают быстро, в 12—15 месяцев.

## Природоохранный статус
Считается обычным видом. Международный союз охраны природы отнёс его к категории «вызывающих наименьшие опасения».